# Éder Militão
Éder Gabriel Militão (Sertãozinho, 18 gennaio 1998) è un calciatore brasiliano, difensore del Real Madrid e della nazionale brasiliana, con cui è diventato campione del Sud America nel 2019.

## Caratteristiche tecniche
Difensore centrale dal fisico longilineo, abile nel gioco aereo, tecnico e veloce. Grazie alla sua duttilità tattica, può disimpegnarsi anche sulla fascia, come terzino destro. È bravo anche nei cambi di gioco.

## Carriera

### Club

#### San Paolo e Porto

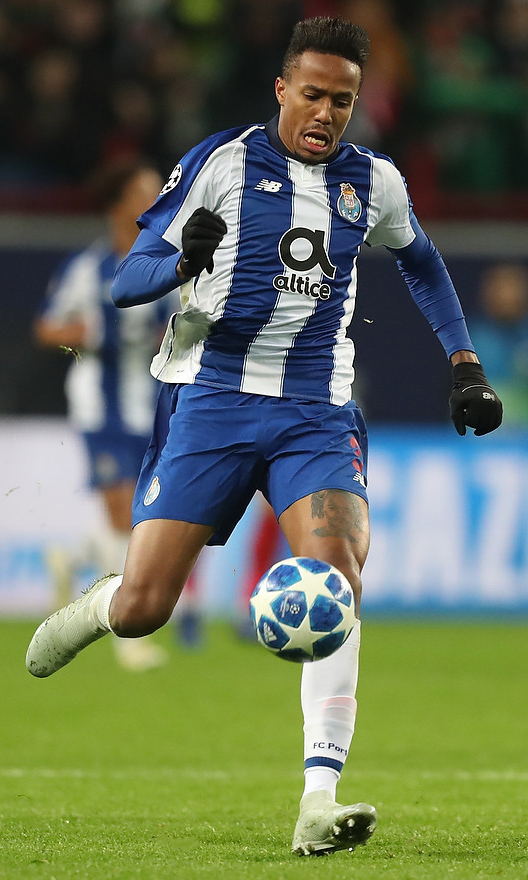
Militão con il nel 2018

Cresciuto nelle giovanili del San Paolo, ha esordito in prima squadra il 14 maggio 2017 in un match perso 1-0 contro il Cruzeiro. Segna la sua prima rete da professionista il 17 settembre 2017 contro l'EC Vitória (2-1).
Nell'estate del 2018 passa al Porto per 7 milioni di euro. Fa il suo esordio con i portoghesi il 2 settembre, nella quarta giornata di campionato, fornendo anche un assist nella vittoria per 3-0 contro la Moreirense. Il 18 settembre, fa il suo esordio in Champions League, nella prima giornata della fase a gironi contro lo Schalke 04 (1-1). Mette a segno il suo primo gol con il Porto e in Champions nella gara di ritorno contro lo Schalke (3-1). Conclude la stagione con 47 presenze e 5 reti.

#### Real Madrid
Il 14 marzo 2019 viene annunciato il suo trasferimento al Real Madrid, a partire dal 1º luglio e per le successive sei stagioni; secondo la clausola imposta dai portoghesi, il costo del trasferimento è pari a 50 milioni di euro, cifra che lo rende il difensore più costoso nella storia del club madrileno. Debutta con i Blancos il 14 settembre nella sfida di Liga vinta 3-2 contro il Levante.
Nella stagione successiva, nonostante numerosi infortuni, sigla il suo primo gol con la maglia del Real nella sfida di Copa del Rey contro l'Alcoyano, il 20 gennaio 2021. Si impone come centrale titolare la successiva stagione, diventando protagonista della vittoria del campionato, della Champions League e della Supercoppa, in quest'ultimo caso venendo anche espulso in finale.
Nella prima giornata di Liga 2023-2024, contro l'Athletic Bilbao, riporta la rottura del legamento crociato anteriore del ginocchio sinistro.

### Nazionale

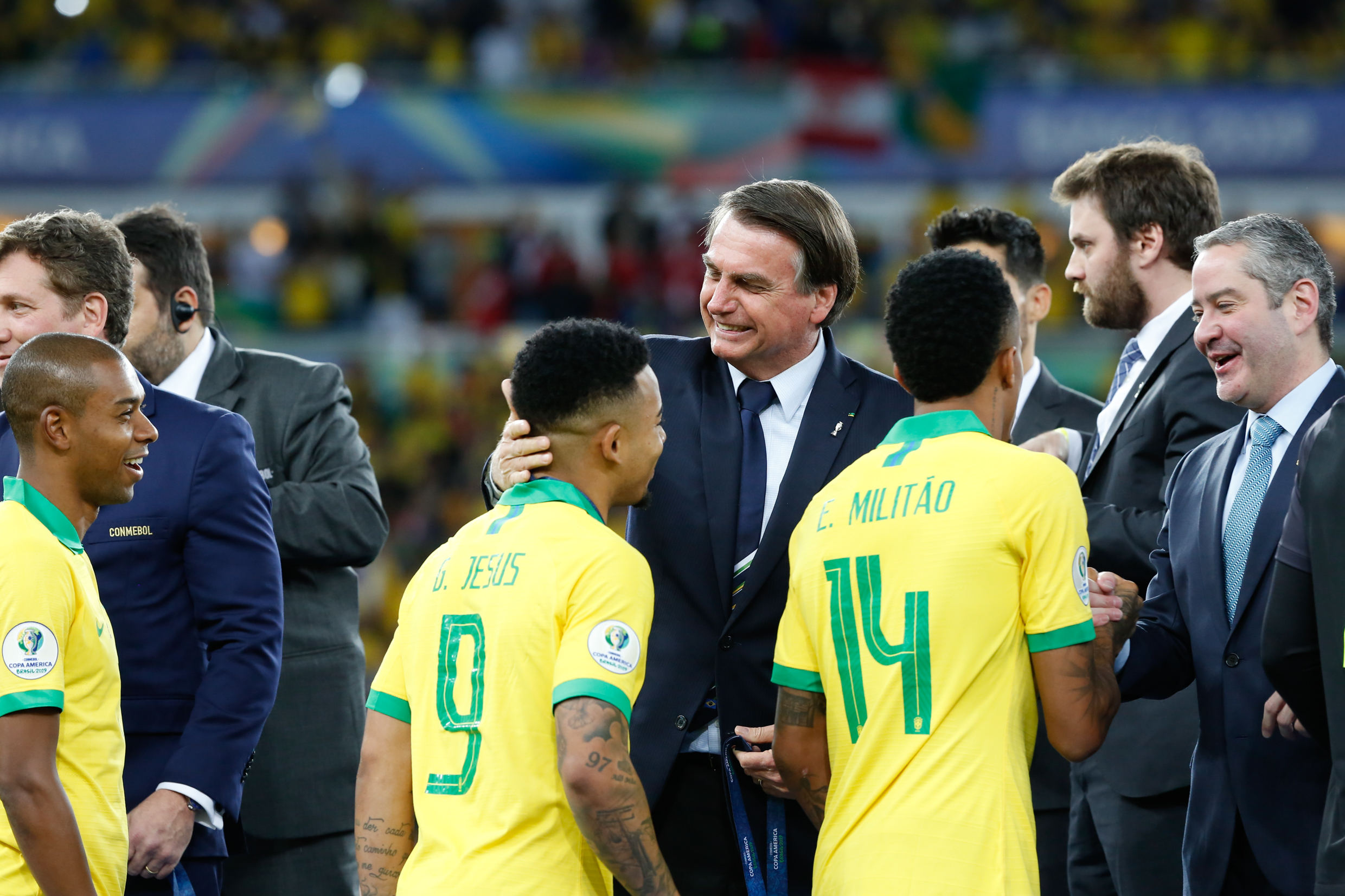
Militão stringe la mano al Presidente della CONMEBOL dopo la vittoria della Copa América 2019

Il 12 settembre 2018 debutta con il Brasile nell'amichevole vinta per 5-0 contro El Salvador. Convocato per la Copa América 2019, gioca, anche a causa di un infortunio, solo gli ultimi minuti della finale vinta per 3-1 contro il Perù. Viene convocato anche per l'edizione successiva della coppa, in cui trova maggiore spazio rispetto a quella del 2019, realizzando pure la sua prima rete in nazionale nel pareggio per 1-1 contro l'Ecuador ai gironi.
Viene convocato per i Mondiali 2022, dove scende in campo, da titolare, in quattro delle cinque gare disputate dal Brasile.

## Statistiche

### Presenze e reti nei club
Statistiche aggiornate al 9 novembre 2024.
| Stagione           | Squadra            | Campionato         | Campionato | Campionato | Coppe nazionali | Coppe nazionali | Coppe nazionali | Coppe continentali | Coppe continentali | Coppe continentali | Altre coppe | Altre coppe | Altre coppe | Totale | Totale | Totale |
| Stagione           | Squadra            | Comp               | Pres       | Reti       | Comp            | Pres            | Reti            | Comp               | Pres               | Reti               | Comp        | Pres        | Reti        | Pres   | Reti   |        |
| ------------------ | ------------------ | ------------------ | ---------- | ---------- | --------------- | --------------- | --------------- | ------------------ | ------------------ | ------------------ | ----------- | ----------- | ----------- | ------ | ------ | ------ |
| 2017               | San Paolo          | A1/SP+A            | 0+22       | 2          | CB              | 0               | 0               | CS                 | 0                  | 0                  | -           | -           | -           | 22     | 2      |        |
| 2018               | San Paolo          | A1/SP+A            | 14+13      | 0+1        | CB              | 6               | 1               | CS                 | 2                  | 0                  | -           | -           | -           | 35     | 2      |        |
| Totale San Paolo   | Totale San Paolo   | Totale San Paolo   | 14+35      | 3          |                 | 6               | 1               |                    | 2                  | 0                  |             | -           | -           | 57     | 4      |        |
| 2018-2019          | Porto              | PL                 | 29         | 3          | CP+CdL          | 6+3             | 0               | UCL                | 9                  | 2                  | SP          | 0           | 0           | 47     | 5      |        |
| 2019-2020          | Real Madrid        | PD                 | 15         | 0          | CR              | 2               | 0               | UCL                | 3                  | 0                  | SS          | 0           | 0           | 20     | 0      |        |
| 2020-2021          | Real Madrid        | PD                 | 14         | 1          | CR              | 1               | 1               | UCL                | 6                  | 0                  | SS          | 0           | 0           | 21     | 2      |        |
| 2021-2022          | Real Madrid        | PD                 | 34         | 1          | CR              | 2               | 1               | UCL                | 12                 | 0                  | SS          | 2           | 0           | 50     | 2      |        |
| 2022-2023          | Real Madrid        | PD                 | 33         | 5          | CR              | 6               | 1               | UCL                | 9                  | 1                  | SS+SU+Cmc   | 2+1+0       | 0           | 51     | 7      |        |
| 2023-2024          | Real Madrid        | PD                 | 10         | 0          | CR              | 0               | 0               | UCL                | 3                  | 0                  | SS          | 0           | 0           | 13     | 0      |        |
| 2024-2025          | Real Madrid        | PD                 | 12         | 1          | CR              | 0               | 0               | UCL                | 2                  | 0                  | SU+SS+Cmc   | 1+0+0       | 0           | 15     | 1      |        |
| Totale Real Madrid | Totale Real Madrid | Totale Real Madrid | 118        | 8          |                 | 11              | 3               |                    | 35                 | 1                  |             | 6           | 0           | 170    | 12     |        |
| Totale carriera    | Totale carriera    | Totale carriera    | 196        | 14         |                 | 26              | 4               |                    | 46                 | 3                  |             | 6           | 0           | 274    | 21     |        |

### Cronologia presenze e reti in nazionale
| Cronologia completa delle presenze e delle reti in nazionale ― Brasile | Cronologia completa delle presenze e delle reti in nazionale ― Brasile | Cronologia completa delle presenze e delle reti in nazionale ― Brasile | Cronologia completa delle presenze e delle reti in nazionale ― Brasile | Cronologia completa delle presenze e delle reti in nazionale ― Brasile | Cronologia completa delle presenze e delle reti in nazionale ― Brasile | Cronologia completa delle presenze e delle reti in nazionale ― Brasile | Cronologia completa delle presenze e delle reti in nazionale ― Brasile |
| Data                                                                   | Città                                                                  | In casa                                                                | Risultato                                                              | Ospiti                                                                 | Competizione                                                           | Reti                                                                   | Note                                                                   |
| ---------------------------------------------------------------------- | ---------------------------------------------------------------------- | ---------------------------------------------------------------------- | ---------------------------------------------------------------------- | ---------------------------------------------------------------------- | ---------------------------------------------------------------------- | ---------------------------------------------------------------------- | ---------------------------------------------------------------------- |
| 12-9-2018                                                              | Landover                                                               | Brasile                                                                | 5 – 0                                                                  | El Salvador                                                            | Amichevole                                                             | -                                                                      |                                                                        |
| 23-3-2019                                                              | Porto                                                                  | Brasile                                                                | 1 – 1                                                                  | Panama                                                                 | Amichevole                                                             | -                                                                      |                                                                        |
| 6-6-2019                                                               | Brasilia                                                               | Brasile                                                                | 2 – 0                                                                  | Qatar                                                                  | Amichevole                                                             | -                                                                      | 81’                                                                    |
| 9-6-2019                                                               | Porto Alegre                                                           | Brasile                                                                | 7 – 0                                                                  | Honduras                                                               | Amichevole                                                             | -                                                                      | 46’                                                                    |
| 7-7-2019                                                               | Rio de Janeiro                                                         | Brasile                                                                | 3 – 1                                                                  | Perù                                                                   | Coppa America 2019 - Finale                                            | -                                                                      | 77’                                                                    |
| 10-9-2019                                                              | Los Angeles                                                            | Brasile                                                                | 0 – 1                                                                  | Perù                                                                   | Amichevole                                                             | -                                                                      |                                                                        |
| 15-11-2019                                                             | Riyad                                                                  | Brasile                                                                | 0 – 1                                                                  | Argentina                                                              | Amichevole                                                             | -                                                                      | 64’                                                                    |
| 19-11-2019                                                             | Abu Dhabi                                                              | Brasile                                                                | 3 – 0                                                                  | Corea del Sud                                                          | Amichevole                                                             | -                                                                      |                                                                        |
| 3-6-2021                                                               | Porto Alegre                                                           | Brasile                                                                | 2 – 0                                                                  | Ecuador                                                                | Qual. Mondiali 2022                                                    | -                                                                      | 47’                                                                    |
| 8-6-2021                                                               | Asunción                                                               | Paraguay                                                               | 0 – 2                                                                  | Brasile                                                                | Qual. Mondiali 2022                                                    | -                                                                      |                                                                        |
| 13-6-2021                                                              | Brasilia                                                               | Brasile                                                                | 3 – 0                                                                  | Venezuela                                                              | Coppa America 2021 - 1º turno                                          | -                                                                      |                                                                        |
| 17-6-2021                                                              | Rio de Janeiro                                                         | Brasile                                                                | 4 – 0                                                                  | Perù                                                                   | Coppa America 2021 - 1º turno                                          | -                                                                      |                                                                        |
| 27-6-2021                                                              | Goiânia                                                                | Brasile                                                                | 1 – 1                                                                  | Ecuador                                                                | Coppa America 2021 - 1º turno                                          | 1                                                                      |                                                                        |
| 2-7-2021                                                               | Rio de Janeiro                                                         | Brasile                                                                | 1 – 0                                                                  | Cile                                                                   | Coppa America 2021 - Quarti di finale                                  | -                                                                      | 90+1’                                                                  |
| 5-7-2021                                                               | Rio de Janeiro                                                         | Brasile                                                                | 1 – 0                                                                  | Perù                                                                   | Coppa America 2021 - Semifinale                                        | -                                                                      | 85’                                                                    |
| 2-9-2021                                                               | Santiago del Cile                                                      | Cile                                                                   | 0 – 1                                                                  | Brasile                                                                | Qual. Mondiali 2022                                                    | -                                                                      |                                                                        |
| 9-9-2021                                                               | Recife                                                                 | Brasile                                                                | 2 – 0                                                                  | Perù                                                                   | Qual. Mondiali 2022                                                    | -                                                                      |                                                                        |
| 10-10-2021                                                             | Barranquilla                                                           | Colombia                                                               | 0 – 0                                                                  | Brasile                                                                | Qual. Mondiali 2022                                                    | -                                                                      |                                                                        |
| 16-11-2021                                                             | San Juan                                                               | Argentina                                                              | 0 – 0                                                                  | Brasile                                                                | Qual. Mondiali 2022                                                    | -                                                                      |                                                                        |
| 27-1-2022                                                              | Quito                                                                  | Ecuador                                                                | 1 – 1                                                                  | Brasile                                                                | Qual. Mondiali 2022                                                    | -                                                                      | 45+2’                                                                  |
| 29-3-2022                                                              | La Paz                                                                 | Bolivia                                                                | 0 – 4                                                                  | Brasile                                                                | Qual. Mondiali 2022                                                    | -                                                                      |                                                                        |
| 6-6-2022                                                               | Tokyo                                                                  | Giappone                                                               | 0 – 1                                                                  | Brasile                                                                | Amichevole                                                             | -                                                                      |                                                                        |
| 23-9-2022                                                              | Le Havre                                                               | Brasile                                                                | 3 – 0                                                                  | Ghana                                                                  | Amichevole                                                             | -                                                                      |                                                                        |
| 28-11-2022                                                             | Doha                                                                   | Brasile                                                                | 1 – 0                                                                  | Svizzera                                                               | Mondiali 2022 - 1º turno                                               | -                                                                      |                                                                        |
| 2-12-2022                                                              | Lusail                                                                 | Camerun                                                                | 1 – 0                                                                  | Brasile                                                                | Mondiali 2022 - 1º turno                                               | -                                                                      | 7’                                                                     |
| 5-12-2022                                                              | Doha                                                                   | Brasile                                                                | 4 – 1                                                                  | Corea del Sud                                                          | Mondiali 2022 - Ottavi di finale                                       | -                                                                      | 63’                                                                    |
| 9-12-2022                                                              | Al Rayyan                                                              | Croazia                                                                | 1 – 1 dts (4 – 2 dtr)                                                  | Brasile                                                                | Mondiali 2022 - Quarti di finale                                       | -                                                                      | 106’                                                                   |
| 25-3-2023                                                              | Tangeri                                                                | Marocco                                                                | 2 – 1                                                                  | Brasile                                                                | Amichevole                                                             | -                                                                      |                                                                        |
| 17-6-2023                                                              | Cornellà de Llobregat                                                  | Brasile                                                                | 4 – 1                                                                  | Guinea                                                                 | Amichevole                                                             | 1                                                                      |                                                                        |
| 20-6-2023                                                              | Lisbona                                                                | Brasile                                                                | 2 – 4                                                                  | Senegal                                                                | Amichevole                                                             | -                                                                      | 89’                                                                    |
| 8-6-2024                                                               | College Station                                                        | Messico                                                                | 2 – 3                                                                  | Brasile                                                                | Amichevole                                                             | -                                                                      | 68’                                                                    |
| 24-6-2024                                                              | Inglewood                                                              | Brasile                                                                | 0 – 0                                                                  | Costa Rica                                                             | Coppa America 2024 - 1º turno                                          | -                                                                      | 80’                                                                    |
| 28-6-2024                                                              | Paradise                                                               | Paraguay                                                               | 1 – 4                                                                  | Brasile                                                                | Coppa America 2024 - 1º turno                                          | -                                                                      | 87’                                                                    |
| 2-7-2024                                                               | Santa Clara                                                            | Brasile                                                                | 1 – 1                                                                  | Colombia                                                               | Coppa America 2024 - 1º turno                                          | -                                                                      |                                                                        |
| 6-7-2024                                                               | Paradise                                                               | Uruguay                                                                | 0 – 0 (4 – 2 dtr)                                                      | Brasile                                                                | Coppa America 2024 - Quarti di finale                                  | -                                                                      |                                                                        |
| Totale                                                                 |                                                                        | Presenze                                                               | 35                                                                     |                                                                        | Reti                                                                   | 2                                                                      |                                                                        |

## Palmarès

### Club

#### Competizioni nazionali
- Supercoppa di Spagna: 3

Real Madrid: 2019, 2022, 2024
- Campionato spagnolo: 3

Real Madrid: 2019-2020, 2021-2022, 2023-2024
- Coppa di Spagna: 1

Real Madrid: 2022-2023

#### Competizioni internazionali
- UEFA Champions League: 2

Real Madrid: 2021-2022, 2023-2024
- Supercoppa UEFA: 2

Real Madrid: 2022, 2024
- Coppa del mondo per club: 1

Real Madrid: 2022
- Coppa Intercontinentale FIFA: 1  (record)

Real Madrid: 2024

### Nazionale
- Coppa America: 1

Brasile 2019